# Isabella Augusta Gregory
Isabella Augusta, Lady Gregory, född Isabella Augusta Persse den 15 mars 1852 i Roxborough i County Galway, död 22 maj 1932 i County Galway, var en irländsk dramatiker och folklorist. Tillsammans med William Butler Yeats och Edward Martyn, grundade hon Irish Literary Theatre och Abbey Theatre, och skrev flera kortare verk för båda sällskapen. Lady Gregory skrev många böcker baserade på berättelser från irländsk mytologi. Hennes familjs klasstillhörighet innebar en identifiering med den brittiska makten, så hennes övergång till kulturnationalism, som många av hennes verk bär spår av, är typisk för den politiska kamp som pågick under hennes livstid. 
Lady Gregory är främst ihågkommen för sitt arbete bakom rörelsen Irish Literary Revival. Hennes hem vid Coole Park, County Galway, blev en mötesplats för rörelsen ledande personer, och hennes tidiga arbete som ledamot av Abbey Theatre var viktig både för teaterns utveckling och hennes skrivande. Lady Gregory tog sitt motto från Aristoteles: "Att tänka som en vis man, men att uttrycka sig som vanligt folk."

## Tidigt liv och äktenskap
Lady Gregory föddes som yngsta dotter till den anglo-iriska familjen Persse i Roxborough i County Galway. Hennes mor, Frances Barry, var släkt med Standish O'Grady, 1:e Viscount Guillamore, och hennes hem Roxborough, var ett gods med ägor på 24 km². Det stora huset brändes senare ned under Irländska inbördeskriget. Hon fick sin utbildning i hemmet och hennes framtida karriär påverkades mycket av familjens barnsköterska, Mary Sheridan, som var katolik och hade iriska som modersmål. Hon berättade lokala legender och historier för den unga Isabella Augusta Persse.
Hon gifte sig den 4 mars 1880, i St Matthias church i Dublin, med Sir William Henry Gregory, en änkeman med gods vid Coole Park, nära Gort, County Galway, och kallades därefter "Lady Gregory". Hon var 28 år gammal och han var 63. Han hade nyligen gått i pension från sitt arbete som guvernör på Ceylon (nuvarande Sri Lanka) och hade tidigare varit parlamentsledamot för Galway County. Han var en välutbildad man med många litterära och konstnärliga intressen. Huset vid Coole Park hade ett stort bibliotek och en betydande konstsamling, som hon ofta ägnade sig åt. Han hade även ett hus i London, där paret bjöd in många av den tidens kulturpersonligheter som Robert Browning, Lord Tennyson, John Everett Millais och Henry James. Deras enda barn, Robert Gregory, föddes 1881. Han blev sedermera pilot och dödades under första världskriget, något som inspirerade Yeats att skriva dikterna "An Irish Airman Foresees His Death," "In Memory of Major Robert Gregory," och "Shepherd and Goatherd."

## Tidiga verk
Paret Gregory reste till Ceylon, Indien, Spanien, Italien och Egypten. Då de var i Egypten hade Lady Gregory en affär med den engelska poeten Wilfrid Scawen Blunt, och skrev flera kärleksdikter, A Woman's Sonnets.
Hennes första verk i eget namn var Arabi and His Household (1882), en pamflett; ursprungligen ett brev till The Times—som stödde Ahmed Orabi Pasha, ledare för vad som har kommit att kallas Urabirevolten, en egyptisk nationalistisk revolt 1879 mot khedivregimens förtryck och den europeiska herraväldet över Egypten. 1893 skrev hon A Phantom's Pilgrimage, or Home Ruin, en antinationalistisk pamflett mot William Ewart Gladstones andra Home Rule-lag.
Hon fortsatte att skriva prosa under denna period av sitt äktenskap. Under vintern 1883, då maken var på Ceylon, skrev hon om sitt barndomshem och tänkte publicera detta under titeln An Emigrant's Notebook, men det blev inte av.
Hon skrev en serie pamfletter 1887 kallade Over the River, i vilka hon bad om anslag för församlingen St. Stephens i Southwark i södra London. Hon skrev även flera noveller mellan 1890 och 1891 även om de aldrig trycktes. Flera opublicerade dikter från denna tidsperiod finns också kvar. Sir William Gregory dog i mars 1892 och under sorgetiden återvände Lady Gregory till Coole Park där hon redigerade sin makes självbiografi, vilken hon lät publicera 1894.

## Kulturnationalism
En resa till Inisheer på Aran Islands 1893 återuppväckte intresset för det iriska språket. och den folklore som fanns i området där hon bodde. Hon anordnade lektioner i iriska i skolan i Coole och började samla berättelser från området där hon bodde, särskilt från invånarna på arbetshuset i Gort. Detta ledde till att hon publicerade flera volymer med folkliga berättelser, däribland A Book of Saints and Wonders (1906), The Kiltartan History Book (1909) och The Kiltartan Wonder Book (1910). Hon skrev även flera samlingar av "kiltartanese" ("kiltarnesiska) versioner av irländska myter, däribland Cuchulain of Muirthemne (1902) och Gods and Fighting Men (1904). ("Kiltartanesisk" är Lady Gregorys term för engelska skriven med gaelisk syntax, baserat på den dialekt som talades i Kiltartan.) Yeats skrev i bokens introduktion "Jag tycker att denna bok är den bästa som kommit ut i Irland under min livstid." James Joyce gjorde en parodi på detta uttalande i kapitlet Scylla and Charybdis i sin roman Ulysses.
I slutet av 1894 började hon, stärkt av det positiva mottagande hennes redigering av makens självbiografi fick, ta sig an andra redigeringsprojekt. Hon valde ut delar av Sir William Gregorys farfars korrespondens och publicerade dessa som Mr Gregory’s Letter-Box 1813–30 (1898). Genom att hon satte sig in i den irländska historien under den tiden så kom hon under arbetet med detta ändra politisk ståndpunkt från Unionismen som förekom i hennes tidigare verk om Home Rule till att starkt stödja irländsk nationalism och republikanism och utveckla vad hon senare beskrev som "ett ogillande och en misstro gentemot England".

## Grundandet av "The Abbey"

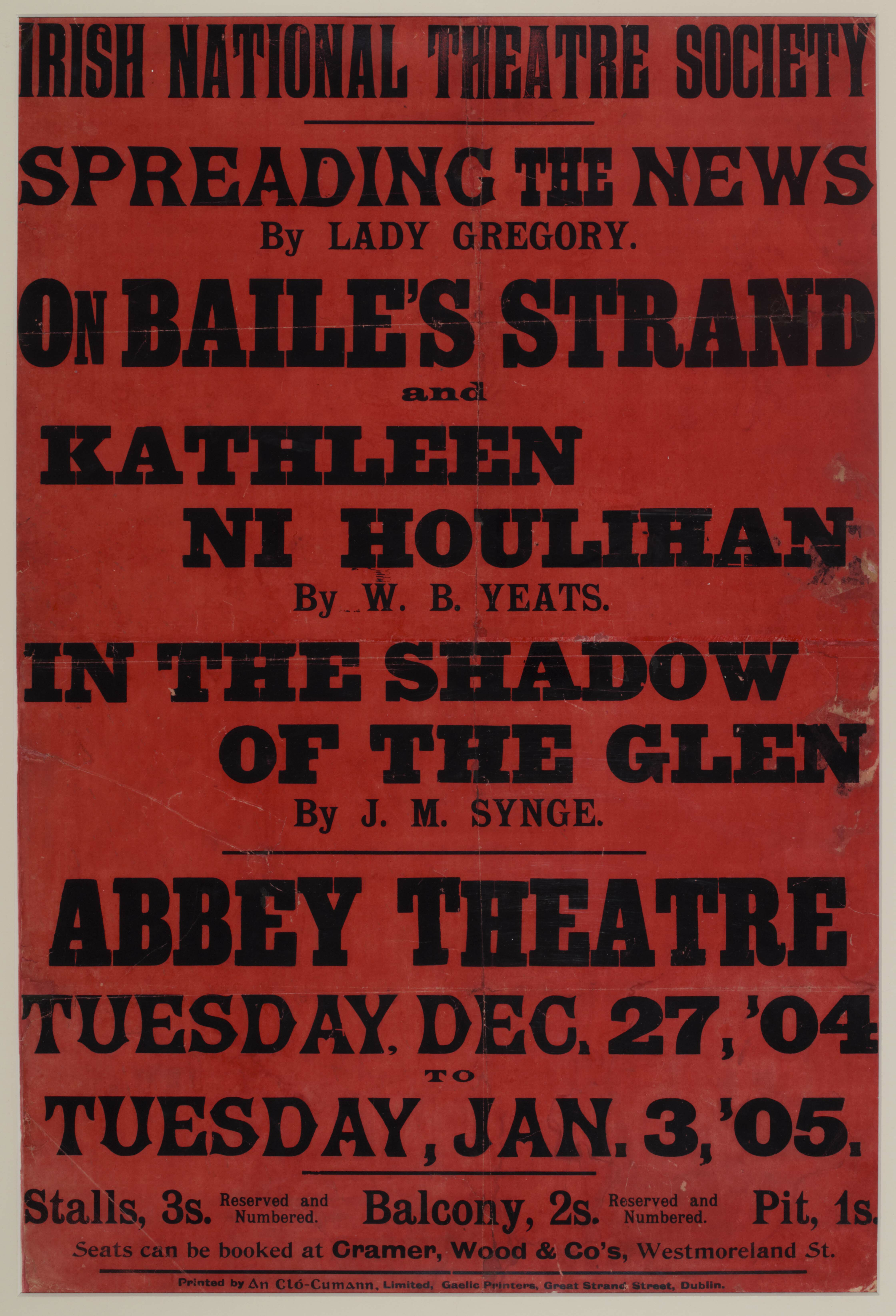
A poster for the opening run at the Abbey Theatre from 27 december 1904 to 3 January 1905.

Edward Martyn var granne till Lady Gregory, och det var under ett besök på Tullira Castle som hon första gången träffade W. B. Yeats. Diskussionerna dem tre emellan under det följande året ledde till grundandet av Irish Literary Theatre 1899. Lady Gregory samlade in medel och det första programmet bestod av Martyns The Heather Field och Yeats' The Countess Cathleen. Under denna period var hon medförfattare till Yeats tidiga pjäser, däribland The Countess Cathleen, och hon skrev särskilt de stycken av dialog som omfattade bondebefolkningen.
The Irish Literary Theatre fortsatte fram till 1901, då det lades ned på grund av bristande ekonomi. År 1904 bildade Lady Gregory, Martyn, Yeats, John Millington Synge, Æ, Annie Horniman och William och Frank Fay Irish National Theatre Society. Teatersällskapets första uppträdanden ägde rum på Molesworth Hall. När Hibernian Theatre of Varieties på Lower Abbey Street och en näraliggande byggnad på Marlborough Street blev lediga bestämde Horniman och William Fay att köpa och bygga om dem för att passa teatersällskapets behov.
Den 11 maj 1904 accepterade sällskapet formellt Hornimans erbjudande att använda byggnaden. En av Lady Gregorys egna pjäser Spreading the News spelades under premiärkvällen den 27 december 1904. I början av Synges The Playboy of the Western World i januari 1907 började en stor del av publiken till med ett upplopp, vilket ledde till att resten av uppträdandena uppfördes som pantomim.  Lady Gregory tyckte inte lika mycket om den pjäsen som Yeats gjorde, men hon försvarade Synge som en principsak. Hennes syn på detta sammanfattas i ett brev till Yeats där hon skrev följande om upploppen: "Det är den gamla striden, mellan de som använder tandborste och de som inte gör det."

## Senare karriär
Lady Gregory fortsatte som aktiv regissör på teatern fram till hennes hälsa gjorde att hon gick in pension 1928. Under denna tid skrev hon mer än 19 pjäser, som främst sattes upp på the Abbey. Flera av dessa var skrivna på ett språk som var ett försök att translitterera den Hiberno-engelska dialekt som talades runt Coole Park som kom att kallas "kiltartanese" ("kiltarnesiska") från den närliggande byn Kiltartan. Hennes pjäser var bland de populäraste på the Abbey under de första åren, men deras popularitet minskade. Den irländska författaren Oliver St John Gogarty skrev en gång "det ständigt uppsättandet av hennes pjäser ruinerade nästan the Abbey". Förutom pjäserna så skrev hon 1920 en studie i två volymer om hembygdens folklore kallad Visions and Beliefs in the West of Ireland. Hon spelade även huvudrollen i tre uppsättningar av Cathleen Ni Houlihan 1919.
Under sin tid i the Abbeys ledning så fortsatte hon att bo på Coole Park men bodde på olika hotell då hon var i Dublin. Då folkräkningen 1911 gjordes så var hon bosatt på ett hotell på 16 South Frederick Street. Hon åt sparsamt, ofta mat som hon tagit med sig hemifrån. Hon använde ofta hotellrummet för att intervjua presumtiva dramatiker och för att umgås med teatersällskapet under premiärkvällar. Hon tillbringade många arbetsdagar med översättningar på National Library of Ireland. Hon fick rykte om sig att vara en något konservativ figur.  När Denis Johnston lämnade in sin första pjäs Shadowdance till the Abbey blev den refuserad av Lady Gregory med orden "The Old Lady says No" skrivna på titelbladet. Johnson bestämde sig för att byta namn på pjäsen och The Old Lady Says No gick senare upp på Gate Theatre 1928.

## Pensionering och död

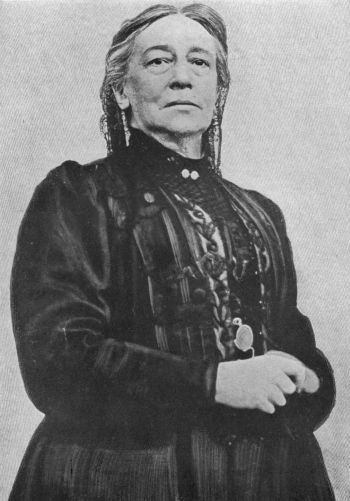
Lady Gregory som äldre.

Efter att ha gått i pension från the Abbeys styrelse återvände Lady Gregory till Galway, även om hon fortsatte att regelbundet besöka Dublin. Huset och godset vid Coole Park såldes till Irish Forestry Commission 1927, men Lady Gregory bodde kvar som hyresgäst livet ut. Hennes hem i Galway hade länge varit en knutpunkt för författare inom den irländska litteraturrevolutionen och fortsatte att vara det även efter hennes pensionering. På ett träd nära hennes nu rivna hus kan man fortfarande se initialerna efter Synge, Æ, Yeats och hans bror konstnären Jack Yeats, George Moore, Sean O'Casey, George Bernard Shaw, Katharine Tynan och Violet Martin. Yeats skrev fem dikter som handlade om, eller utspelades sig i huset eller på ägorna: "The Wild Swans at Coole", "I walked among the seven woods of Coole", "In the Seven Woods", "Coole Park, 1929" and "Coole Park and Ballylee, 1931".
Den kvinna som Shaw en gång beskrev som "den främsta levande irländskan" avled 1932 i sitt hem, 80 år gammal, av bröstcancer.  och är begraven på den nya kyrkogården i Bohermore, County Galway. Allt i Coole Park auktionerades ut tre månader efter hennes död och huset revs 1941.
Hennes pjäser blev impopulära efter hennes död och spelas knappt mer. Många av de dagböcker som hon skrev under större delen av sitt vuxna liv har publicerats, vilka har blivit till en rik källa till information om den irländska litteraturhistorien under de första tre årtiondena på 1900-talet.

## Fotnoter
Den här artikeln är, helt eller delvis, översatt från engelskspråkiga Wikipedia, där anges följande fotnoter:
1. ↑  Poets.org, poets.org poet-ID: isabella-augusta-lady-gregory, läst: 18 maj 2022.[källa från Wikidata]
2. 1 2  hämtat från: persiskspråkiga Wikipedia.[källa från Wikidata]
3. ↑  hämtat från: engelskspråkiga Wikipedia.[källa från Wikidata]
4. ↑  Charles Dudley Warner (red.), Library of the World's Best Literature, 1897, läs online.[källa från Wikidata]
5. ↑  Yeats 2002, p. 391.
6. ↑  Foster (2003), p. 484.
7. ↑  Shrank and Demastes 1997, p. 108.
8. ↑  Coxhead, Elizabeth. Lady Gregory: a literary portrait, Harcourt, Brace & World, 1961, p. 22.
9. ↑  "Representing the Great War: Texts and Contexts", The Norton Anthology of English Literature, 8th edition, accessed 5 October 2007.
10. ↑  Kermode 1957, p. 31.
11. ↑  Hennessy 2007; Holmes 2005, p. 103.
12. ↑  Kirkpatrick 2000, p. 109.
13. ↑  Garrigan Mattar 2004, p. 187.
14. ↑  Yeats, Kelly and Schuchard 2005, p. 165, fn 2.
15. 1 2  Gonzalez 1997, p. 98.
16. 1 2  Lady Gregory Arkiverad 19 november 2004 hämtat från the Wayback Machine.". Irish Writers Online, accessed 23 September 2007.
17. ↑   "I think this book is the best that has come out of Ireland in my time." Love, Damian. "Sailing to Ithaca: Remaking Yeats in Ulysses". The Cambridge Quarterly - Volume 36, Number 1, 2007, pp. 1–10.
18. ↑  Emerson Rogers 1948, pp. 306–327.
19. ↑  "a dislike and distrust of England" Komesu and Sekine 1990, p. 102.
20. ↑  Graham, Rigby. "Letter from Dublin". American Notes & Queries, Vol. 10, 1972.
21. ↑  Foster (2003). pp. 486, 662.
22. ↑  Tuohy 1991, pp. 97–99.
23. ↑  Kavanagh, Peter. "The Story of the Abbey Theatre: From Its Origins in 1899 to the Present". (New York): Devin-Adair, 1950.
24. ↑  McCormack 1999, pp. 5–6.
25. ↑  Murray, Christopher. "Introduction to the abbeyonehundred Special Lecture Series" (PDF). abbeytheatre.ie, accessed 6 August 2009.
26. ↑  Ellis 2003
27. ↑  "It is the old battle, between those who use a toothbrush and those who don't."< Frazier 2002
28. ↑  Pethica 2004
29. ↑  "the perpetual presentation of her plays nearly ruined the Abbey".Augusta Gregory. Princess Grace Irish Library (Monaco), accessed 21 March 2009.
30. ↑  1911 Census Form
31. ↑  DiBattista and McDiarmid 1996, p. 216.
32. ↑  Dick, Ellmann and Kiberd 1992. p. 183.
33. ↑  Genet, Jacqueline. "The Big House in Ireland: Reality and Representation". Barnes & Noble, 1991. p. 271.
34. ↑  "the greatest living Irishwoman"<Goldsmith 1854, p. 178.
35. ↑  "Brief History of Coole Park" Arkiverad 3 augusti 2009 hämtat från the Wayback Machine., The National Parks and Wildlife Service, 2005, accessed 5 October 2007.
36. ↑  Gordon 1970, p. 28.
37. ↑  Pethica 1995.

## Fortsatt läsning
- Wikisource har originalverk som rör Isabella Augusta Gregory.
- Kohfeldt, Mary Lou. "Lady Gregory: The Woman Behind the Irish Renaissance". André Deutsch, 1984. ISBN 0-689-11486-9
- McDiarmid, Lucy; Waters, Maureen (edit). "Lady Gregory: Selected Writings". Penguin Twentieth Century Classics, 1996. ISBN 0-14-018955-6
- Napier, Taura. "Seeking a Country: Literary Autobiographies of Irish Women". University Press of America, 2001. ISBN 0-7618-1934-7
- Lady Gregory at Irish Writers Online, accessed 4 November 2004.
- Irish Writers on Writing featuring Augusta Gregory. Edited by Eavan Boland (Trinity University Press, 2007).
- Plays Produced by the Abbey Theatre Co. and its Predecessors, with dates of First Performances. by Lady Augusta Persse Gregory (1852–1932), accessed 4 November 2004.